# Jaime Roldós Aguilera
Jaime Roldós Aguilera (Guayaquil, 5 de novembro de 1940 - 24 de maio de 1981) foi presidente do Equador de 10 de agosto de 1979 a 24 de maio de 1981.
Reformista, foi ameaçado por mais de um inimigo pessoal. Com sua esposa, fundou o Partido Pueblo, Cambio y Democracia, e tornou-se presidente do Equador, após anos de governos militares. Entretanto, morreu em um acidente de avião em 1981, quando uma aeronave da Força Aérea bateu, sob forte chuva, perto da fronteira do país. Todos os outros passageiros do voo também morreram.
Muitos equatorianos disseram na época que a morte de Roldós foi, na verdade, um assassinato planejado pela agência secreta estadunidense CIA em retaliação ao fato de Roldós se opor às petrolíferas estadunidenses e desagradar o governo estadunidense. Roldos havia se envolvido em um pacto com Colômbia e Peru que foi considerado pelo presidente Reagan na época como uma aproximação da União Soviética. O autor John Perkins alega em seu livro Confissões de um Assassino Econômico que Roldos foi assassinado por uma bomba colocada em um gravador de fitas. Meses depois da morte de Roldos, outro líder latino americano, que já teria tido desavenças com os interesses estadunidenses, presidente Omar Torrijos do Panamá, morreu num acidente de avião. Roldós foi sucedido por Osvaldo Hurtado.